# Actenodia yemenica
Actenodia yemenica es una especie de coleóptero de la familia Meloidae.

## Distribución geográfica
Habita en Yemen.